# Eclissi solare del 10 ottobre 1912
L'eclissi solare del 10 ottobre 1912 è un evento astronomico che ha avuto luogo il suddetto giorno attorno alle ore 13.36 UTC.
L'eclissi, di tipo totale, è stata visibile in alcune parti del Sud America (Brasile, Colombia e Ecuador), del Centro America, dell'Africa, dell'Oceano Atlantico e dell'Antartide.
La durata della fase massima dell'eclissi è stata di 1 minuto e 55 secondi e Il punto di massima totalità è avvenuto in mare lontano da qualsiasi terra emersa; l'ombra lunare sulla superficie terrestre raggiunse una larghezza di 85 km.
L'eclissi del 10 ottobre 1912 divenne la seconda eclissi solare nel 1912 e la 27ª nel XX secolo. La precedente eclissi solare avvenne il 17 aprile 1912, la seguente il 6 aprile 1913.

## Eclissi correlate

### Eclissi solari 1910 - 1913
Questa eclissi è un membro di una serie semestrale. Un'eclissi in una serie semestrale di eclissi solari si ripete approssimativamente ogni 177 giorni e 4 ore (un semestre) in nodi alternati dell'orbita della Luna.

### Ciclo di Saros 142
L'evento fa parte del ciclo di Saros 142, che si ripete ogni 18 anni, 11 giorni, contenente 72 eventi. La serie è iniziata con un'eclissi solare parziale il 17 aprile 1624. Contiene un'eclissi ibrida il 14 luglio 1768 ed eclissi totali dal 25 luglio 1786 al 29 ottobre 2543. La serie termina al membro 72 con un'eclissi parziale il 5 giugno 2904. La durata più lunga della totalità sarà di 6 minuti e 34 secondi il 28 maggio 2291. Tutte le eclissi di questa serie si verificano nel nodo discendente della Luna.